# George White's 1935 Scandals
George White's 1935 Scandals é um filme estadunidense de 1935, do gênero romance musical, dirigido por George White.

## Elenco
- Alice Faye ... Honey Walters
- James Dunn ... Eddy Taylor
- Cliff Edwards ... Dude Holloway
- Eleanor Powell ... Marilyn Collins
- Emma Dunn ... tia Jane Hopkins
- Arline Judge ... Madgie Malone
- Lyda Roberti ... Manya